# دبي مارينا مول
دبي مارينا مول، هُو مركز تسوق كبير في مدينة دبي بالإمارات العربية المتحدة، وسُمي بهذا الاسم لموقعه القريب من مارينا دبي. يتألف دبي مارينا مول من أربعة طوابق يمتد كل منها على مساحة إجمالية تبلُغ 390,000 قدم مربع (36,000 م2)، كما يوجد داخل المُجمع التجاري 140 متجرًا و21 مطعمًا ومقهى، ومنطقة لعب مُخصصة للأطفال. يُعد المول أحد مراكز التسوق الرئيسية في دبي.

## تاريخ

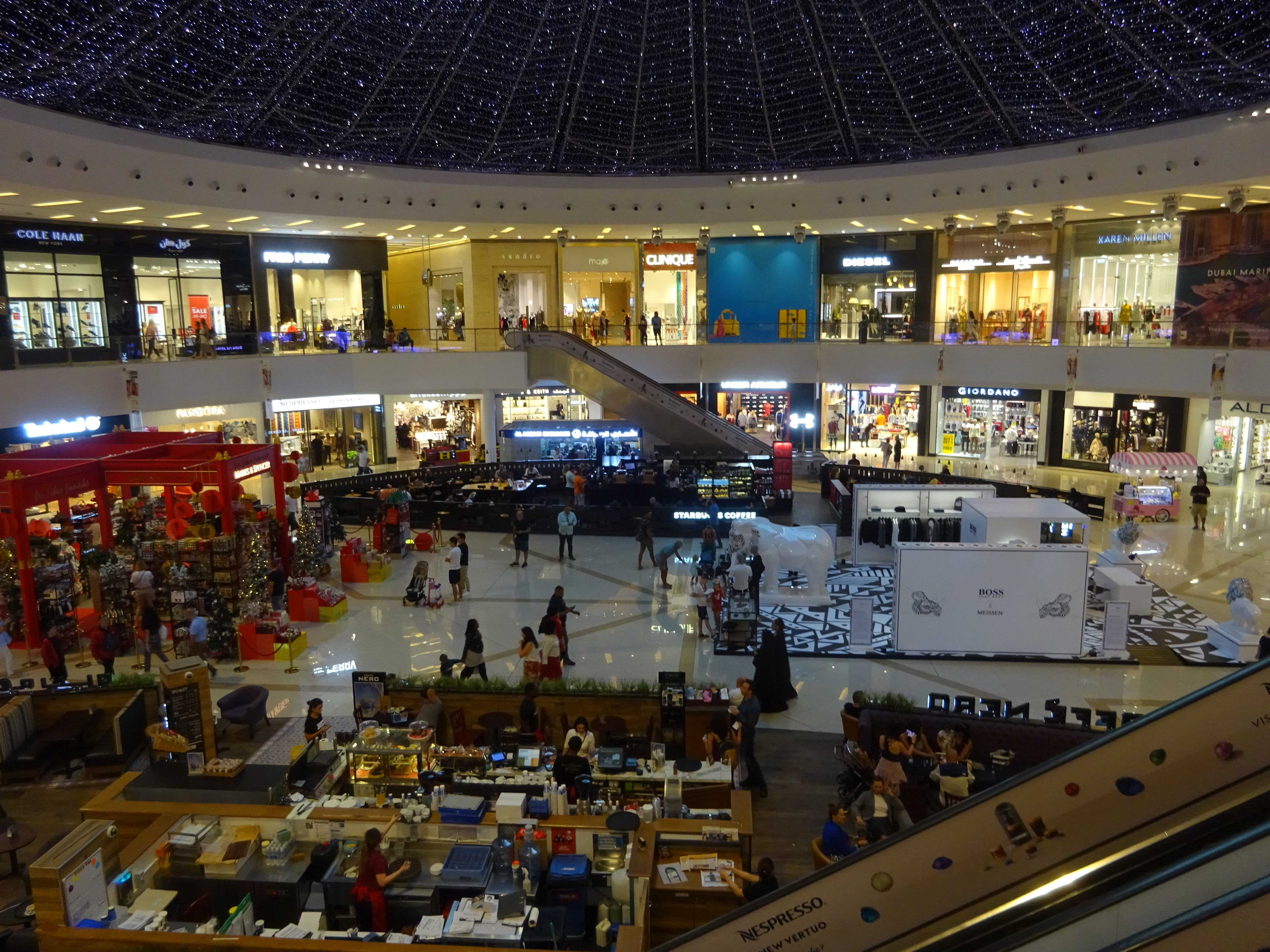
صورة لبعض المرافق داخل دبي مارينا مول

افتُتح المركز التجاري في 17 أكتوبر 2000، وهُو إلى جانب فُندق من فئة 5 نجوم يحمل ذات الاسم، يُشكل جُزءًا من مشروع مارينا دبي السياحي. يستوعب مشروع مارينا دبي بأكمله أكثر من 120 ألف شخص مُوزعين في جميع أبراج المنطقة والفلل السكنية بها.

## أحداث وفعاليات
يستضيف المركز التجاري بشكل منتظم عدة فعاليات وأنشطة مُوجهة للأطفال، مثل حدث الرقص مع سبونج بوب سكوير بانتس، وحفلة "بيتش بارتي"، وغيرها من ألعاب الكرنفال والعروض الفنية.
في أغسطس 2019، خُصصت القاعة الرئيسية للمول للأطفال الذين استمتعوا بتركيب وقطع ألعاب بلاي دوه.

## أنظر أيضا
- السياحة في دبي
- دبي مول
- مول الإمارات
- دبي مارينا
- قائمة مراكز التسوق في دبي

## وصلات خارجية
- دبي مارينا مول - الموقع الرسمي